# Лиз Шеридан
Елизабет „Лиз“ Шеридан (на английски: Elizabeth „Liz“ Sheridan) е американска актриса, най-известна с ролята си на госпожа Ракел Ачмонек в сериала „Алф“, която е съпругата на Тревър Ачмонек и е много любопитна. Известна е и с ролята си на Хелън, която е майката на Джери Сайнфелд в ситкома „Сайнфелд“.

## Биография
Лиз Шеридан е родена на 10 април 1929 г. в окръг Уестчестър край Ню Йорк в семейството на класически пианист и певица. Започва кариерата си като танцьорка в Ню Йорк, където се запознава с все още слабо известния Джеймс Дийн и, според собствените ѝ твърдения, дори се сгодява за него. През 80-те години започва да играе второстепенни роли в телевизията.
Шеридан има една дъщеря.